# 石妖
石妖（せきよう）は、佐藤成裕による江戸時代の随筆『中陵漫録』巻13にある妖怪。

## 概要
豆洲（現：静岡県）の山中での石切り場でのこと。昼時になったので、石を切り出していた石工たちはみな休息をとっていた、すると1人の女性が現れ「毎日のお仕事でお疲れでしょう、私が按摩をして差し上げましょう」といって1人の石工の肩を揉んだ。すると石工は按摩がとても気持ちよかったと見え、寝入ってしまった。女性はさらに別の石工を按摩すると、その石工も寝入り、たちまち数人もの石工が按摩されて寝入ってしまった。
残る石工はあと1人となったが、彼はその女を只者ではない、妖怪に違いないと見て、密かにその場を立ち去った。ちょうど猟師に出会ったので事情を話したところ、その猟師もやはり、その女性は狐狸の類に違いないと言った。2人が元の石切り場に戻ると、女性は2人を見て逃げ出そうとした。猟師が銃に弾丸を込めて女性を撃つと、女性の姿は消え、その跡には砕け散った石が残されていた。
眠っている石工たちを見ると、背骨のところに石で引っ掻いたような傷ができており、病気になる危険性もあったが、家に帰ってから薬で手当てをしてどうにか助かった。あの女性は石の気が化けたものだろうといわれたが、その後もその女性はたびたび現われたという。